# مایکل جی اندرسون
مایکل جی اندرسون (انگلیسی: Michael J. Anderson؛ زادهٔ ۳۱ اکتبر ۱۹۵۳) هنرپیشه اهل ایالات متحده آمریکا است.
از فیلم‌هایی که وی در آن نقش داشته است، می‌توان به توئین پیکس: با من بر آتش برو و کوتاهی پا مشکلی نیست اشاره کرد.